# 格羅夫蘭 (紐約州)
格羅夫蘭（英語：Groveland）是一個位於美國紐約州利文斯頓縣的鎮。

## 人口
根據2020年美國人口普查的數據，格羅夫蘭的面積為103.24平方千米，當中陸地面積為101.36平方千米，而水域面積為1.88平方千米。當地共有人口2316人，而人口密度為每平方千米22人。